# Ключівська сільська рада (Топчихинський район)
Клю́чівська сільська рада (рос. Ключевский сельский совет) — сільське поселення у складі Топчихинського району Алтайського краю Росії.
Адміністративний центр та єдиний населений пункт — село Ключі.

## Населення
Населення — 480 осіб (2019; 624 в 2010, 855 у 2002).